# Krążowniki pancerne typu Asama
Krążowniki typu Asama (jap. 浅間型装甲巡洋艦 Asama-gata sōkōjun'yōkan) – seria dwóch krążowników pancernych japońskiej marynarki wojennej z pierwszej połowy XX wieku – „Asama” i „Tokiwa”, zbudowanych w Wielkiej Brytanii.

## Historia
Krążowniki typu Asama zostały zamówione przez Japonię w ramach wielkiego programu rozbudowy floty z lat 1895/1896, zakładającego budowę m.in. 6 krążowników pancernych. Z powodu braku doświadczenia konstruktorów japońskich, rozpoczęto poszukiwanie odpowiedniego typu za granicą. Pożądane cechy krążownika Japończycy określili wyciągając doświadczenia z bitwy u ujścia Jalu podczas wojny z Chinami i przewidując konfrontację z Rosją. Uznali oni, że
pierwszoplanowym zadaniem dla krążowników pancernych powinno być działanie jako szybkiego skrzydła floty głównej, będącego w stanie zwalczać wrogie krążowniki, a nie działania rajderskie na liniach komunikacyjnych i zwalczanie floty handlowej, które były postrzegane wówczas na świecie jako podstawowe zadanie krążowników. Dlatego poszukiwano okrętu możliwie najlepiej opancerzonego i silnie uzbrojonego, optymalizowanego do walki artyleryjskiej w składzie eskadry, natomiast klasyczne cechy krążowników pancernych, jak duży zasięg pływania i dzielność morska, były na dalszym planie.
Zaprojektowanie takiego okrętu zlecono angielskim zakładom Armstrong Whitworth w Elswick, będącym pod koniec XIX wieku światowym liderem w projektowaniu nowoczesnych krążowników (znanych nawet jako „elswickie krążowniki”). Sama marynarka brytyjska nie posiadała wprawdzie wówczas odpowiednio silnych jednostek, spełniających oczekiwania japońskie (w tym okresie zamawiała jedynie krążowniki pancernopokładowe), lecz zakłady Armstronga projektowały udane okręty tej klasy na eksport.
Projekt Sir Philipa Wattsa z zakładów Armstrong został oparty na zaprojektowanym dla Chile krążowniku „O’Higgins”, którego stępkę położono w kwietniu 1896, lecz wzmocniono w nim opancerzenie i uzbrojenie. Projekt wstępny został opracowany już w lipcu 1896, po czym został zaakceptowany przez Japończyków i 21 sierpnia 1896 opracowano projekt ostateczny, a następnie zamówiono w zakładach Armstronga dwa okręty typu Asama, określonego tak od nazwy pierwszego z nich.
| Nazwa           | rozpoczęcie budowy | wodowanie  | wejście do służby |
| „Asama” (浅間)  | 20.10.1896         | 22.03.1898 | 18.03.1899        |
| „Tokiwa” (常盤) | 06.01.1897         | 06.07.1898 | 18.05.1899        |

## Opis okrętów

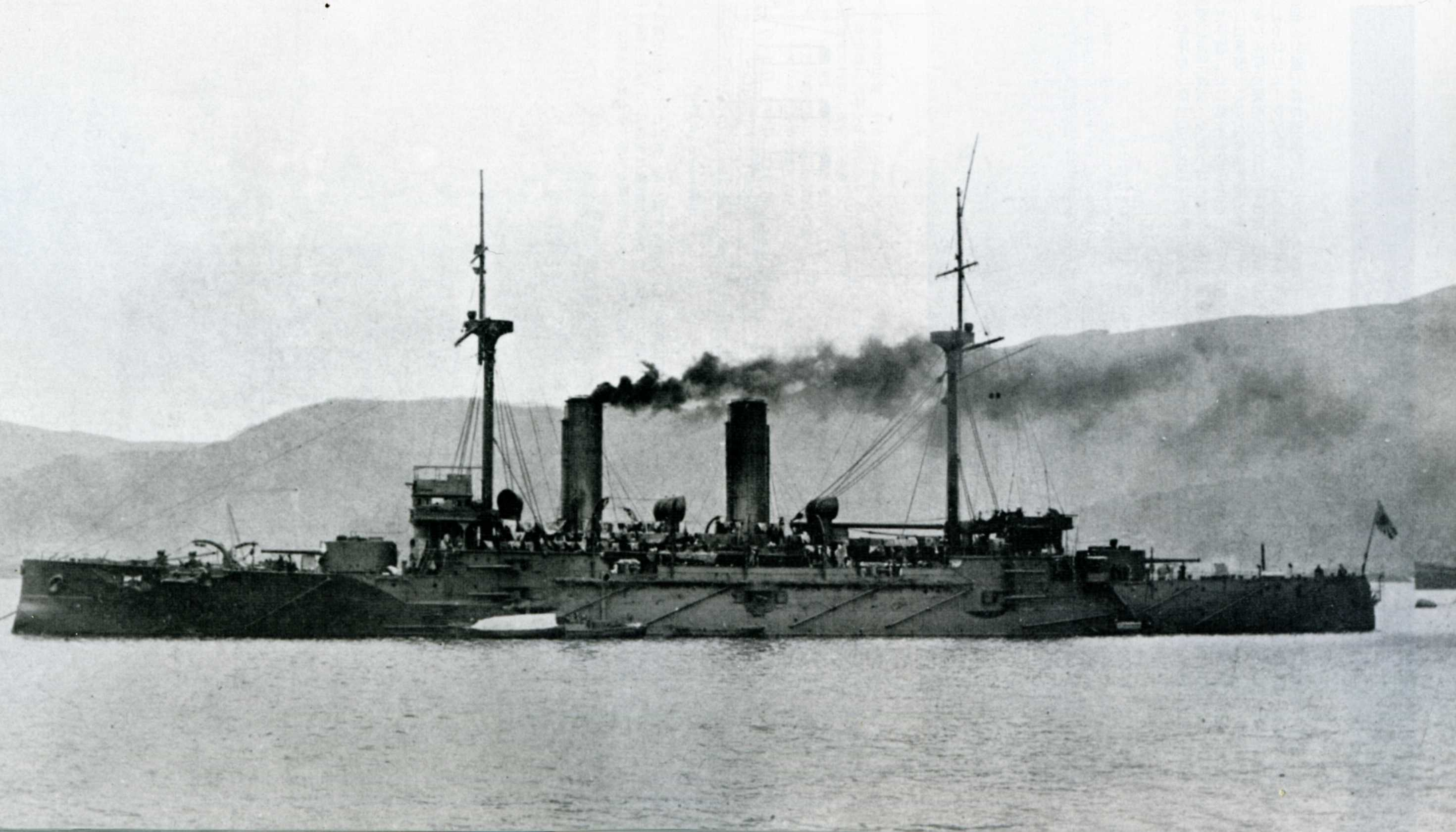
„Tokiwa”

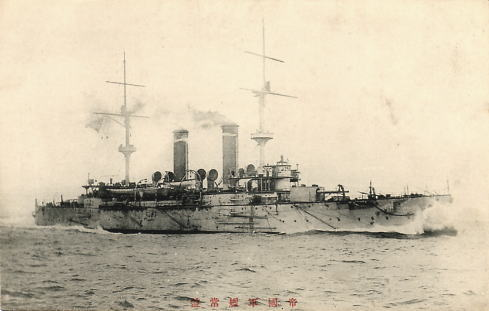
„Tokiwa”

Architektura okrętów ogólnie była typowa dla krążowników pancernych tego okresu, z tym, że miały one też pewne cechy zbliżające je do pancerników (przeddrednotów), jak gładkopokładową konstrukcję ze stosunkowo niewysokimi burtami na dziobie i rufie oraz centralny kompleks nadbudówek, z kazamatami dział artylerii średniej. Dziób miał formę taranową, z nieco wysuniętą do przodu częścią podwodną. Artyleria główna była umieszczona w dwóch dwudziałowych wieżach na pokładzie dziobowym i rufowym, o pionowych ścianach, owalnych w rzucie z góry. Spaliny z kotłów odprowadzano przez dwa wysokie, proste kominy na śródokręciu. Architekturę uzupełniały dwa rozbudowane maszty z przodu i tyłu kompleksu nadbudówek.
Kadłub dzielił się na 13 głównych poprzecznych przedziałów wodoszczelnych, na części długości było podwójne dno.

### Opancerzenie
Okręty cechowały się dobrym opancerzeniem, którego masa sięgała aż 27,8% wyporności. Główny pas pancerny na linii wodnej rozciągał się na większości długości okrętu (129,19 m) i miał wysokość 2,13 m (7 stóp), z czego 1,50 m normalnie znajdowało się pod powierzchnią wody. Pas miał największą grubość 178 mm na śródokręciu w rejonie siłowni (długość 62,18 m), dalej w rejonie dziobowych i rufowych komór amunicyjnych jego grubość spadała do 127 mm (łączna długość grubego odcinka pasa to 86,56 m). Na dziobie i rufie pas miał grubość 89 mm.
Nad głównym pasem był górny krótszy pas grubości 127 mm, tworzący wraz ze skośnymi przegrodami na jego końcach, obejmującymi dolne części barbet wież artylerii, pancerną cytadelę między pokładem pancernym a bateryjnym, o rzucie z góry zbliżonym do sześciokątnego. Długość górnego pasa wynosiła 65,23 m (wysokość 1,53 m – według innych źródeł 2,13 m), lecz dzięki wygiętym przegrodom długość całej cytadeli w osi wzdłużnej okrętu wynosiła 76,2 m. Ponadto burty w rejonie znajdującej się na dziobie okrętu wyrzutni torped były chronione pancerzem 152 mm (długości 7 m, wysokości 2,74 m). Pancerz burt, wież i kazamat wykonany był ze stali niklowej Harveya (poza płytami 89 mm i cieńszymi, wykonanymi z homogenicznej stali niklowej oraz pancerzem poziomym z miękkiej stali).
Ochronę horyzontalną stanowił wewnętrzny pokład pancerny z miękkiej stali, grubości 51 mm, o profilu trapezowym w przekroju poprzecznym. Skosy pokładu wzmacniały też ochronę burt, dochodząc do dolnej krawędzi głównego pasa pancernego. W toku projektowania zrezygnowano z drugiego pokładu pancernego nad cytadelą dla oszczędności masy. Pancerz wież i barbet artylerii głównej wynosił 152 mm, a od góry 25 mm. Dziesięć dział 152 mm umieszczone było w kazamatach opancerzonych płytami 152 mm (z boków i tyłu 51 mm, od góry 25 mm), pozostałe cztery działa miały maski ochronne grubości 76 mm od przodu, 31,75 mm z boków. Wieża dowodzenia miała pancerz aż 356 mm.

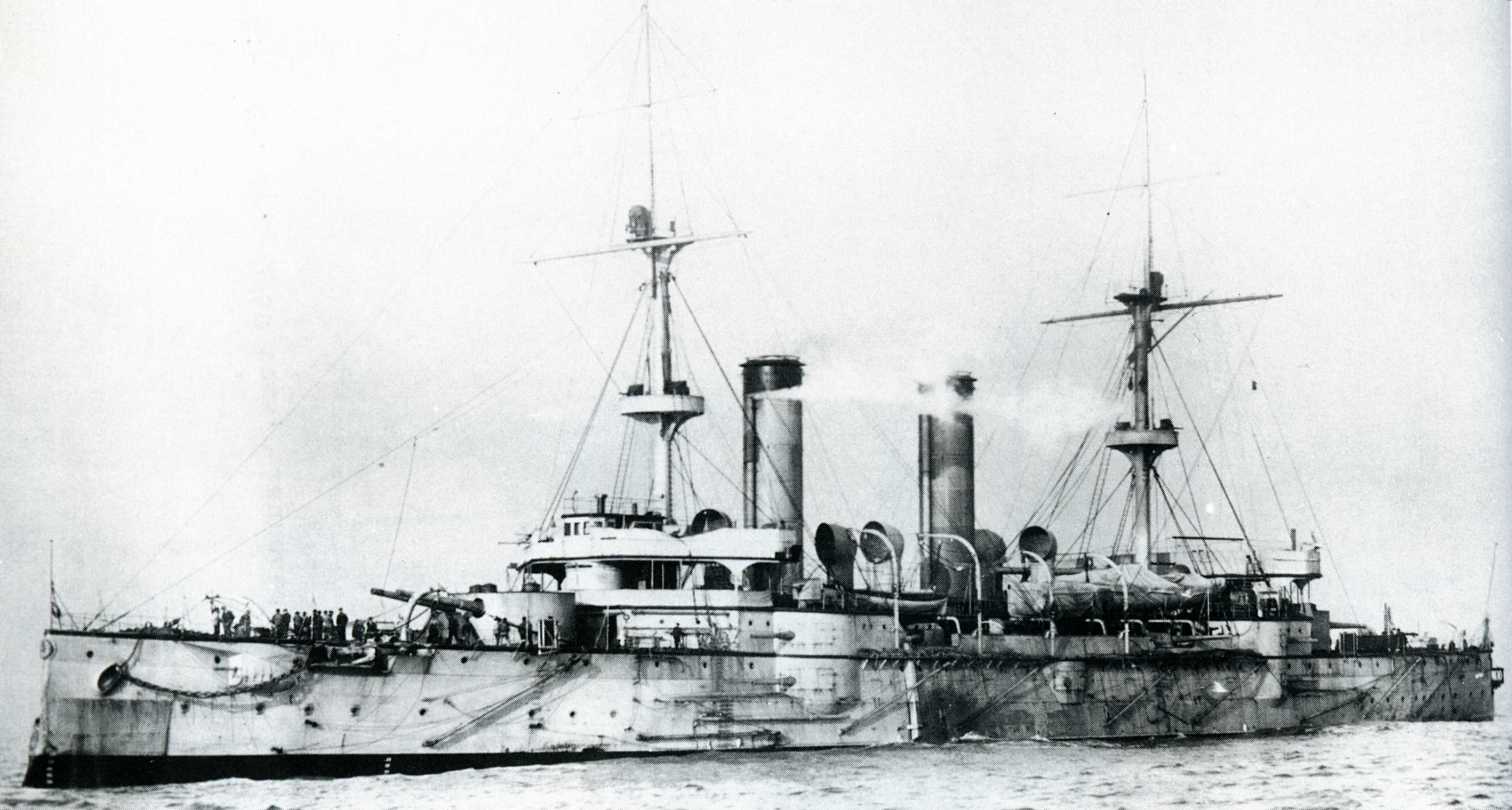
„Asama” podczas prób wyposażeniowych

### Uzbrojenie
Uzbrojenie główne stanowiły 4 działa 203 mm o długości lufy 45 kalibrów, systemu Armstronga, umieszczone w dwóch wieżach. Pole ostrzału każdej z wież wynosiło 260°. Amunicja była rozdzielnego ładowania, składała się z pocisków przeciwpancernych i burzących (wprowadzone przed wojną rosyjsko-japońską pociski przeciwpancerne, elaborowane nowym materiałem wybuchowym – szimozą, okazały się jednak mało skuteczne przeciw celom pancernym, gdyż wybuchały w momencie uderzenia w pancerz, zamiast przebijać go). Zapas amunicji wynosił 120 pocisków na działo (typowo 70 przeciwpancernych i 50 burzących). Część zapasu pocisków umieszczona była w niszach wież (po 62 w wieży), co stwarzało potencjalne niebezpieczeństwo w razie trafienia. Teoretyczna szybkostrzelność wynosiła 3 strz./min, lecz w praktyce była niższa.
Okręty miały silną pod względem liczebności artylerię średnią w postaci 14 dział 152 mm systemu Armstronga, o szybkostrzelności teoretycznej 6 strz./min, umieszczonych po 7 na każdej z burt, z polem ostrzału 120°. Z dział każdej burty, 5 umieszczone było w kazamatach, z tego 3 na pokładzie bateryjnym i 2 nad nimi, w górnych piętrach dziobowych i rufowych kazamat. Pozostałe 2 działa chronione były maskami pancernymi i ustawione na górnym pokładzie, na poziomie górnych kazamat. Po 4 działa skrajnych dwupiętrowych kazamat mogły teoretycznie strzelać na wprost w kierunku dziobu lub rufy, prostopadle do burty mogło prowadzić ogień 7 dział, a w większości sektorów burtowych 5 dział. Zapas amunicji wynosił 150 nabojów na działo, w większości burzących, w mniejszej liczbie przeciwpancernych.
Uzbrojenie uzupełniało 12 pojedynczych dział kalibru 76 mm i 8 dział 47 mm, do obrony przeciw torpedowcom (działa 47 mm mogły być umieszczone na kutrach parowych). Uzbrojenie torpedowe stanowiła jedna stała nadwodna dziobowa wyrzutnia torpedowa i 4 podwodne burtowe wyrzutnie torped 457 mm, umieszczone po 2 na każdą burtę, pod wieżami dział, z zapasem 18 torped.

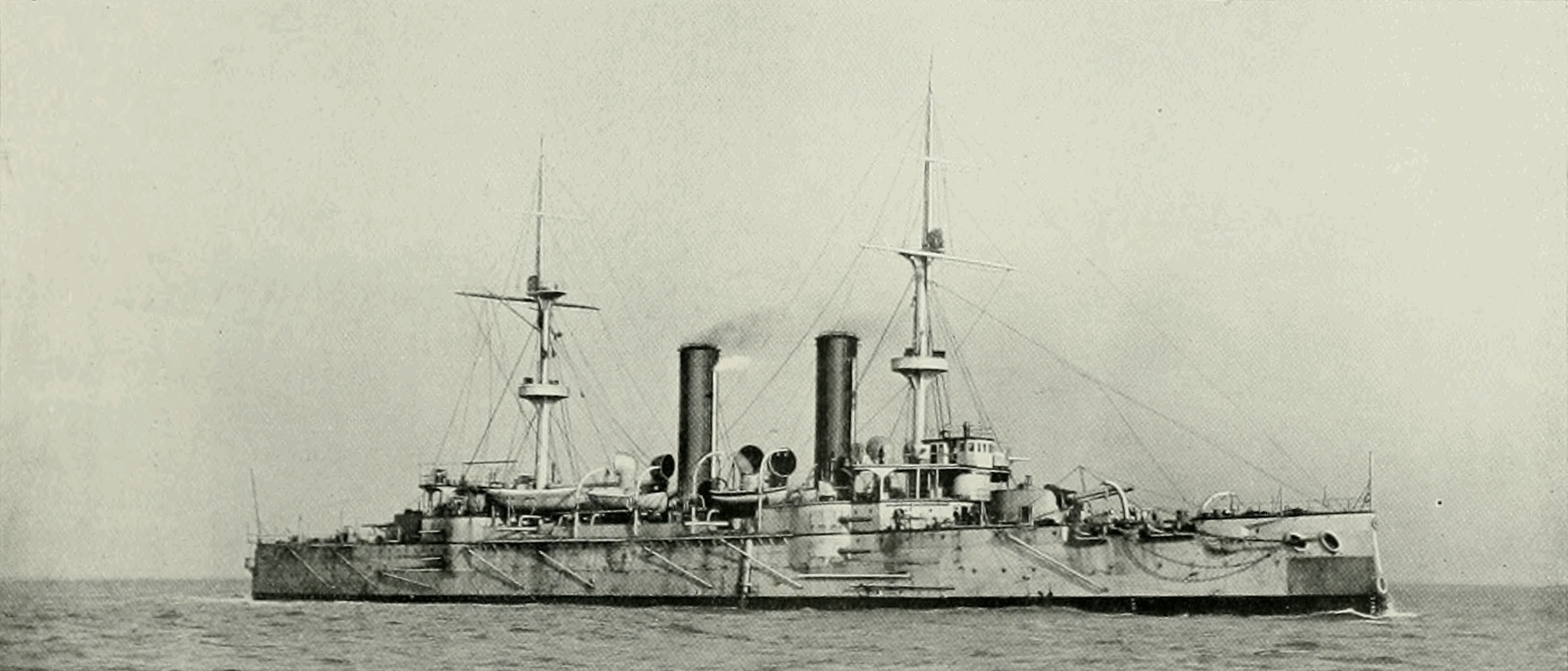
„Asama”

### Ocena
Krążowniki pancerne typu Asama były udanymi okrętami, łączącymi silne opancerzenie i uzbrojenie z dość wysoką prędkością, mimo że w praktyce nie osiągały prędkości uzyskanej na próbach (maksymalnie ok. 19 w). Ujemną cechą była nie najlepsza dzielność morska, jak na okręty przewidywane do zastosowania na oceanach, na skutek dość niskich burt na dziobie i ciężkiej wieży artylerii. Podczas gorszej pogody ich pokład dziobowy i wieża artylerii były zalewane przez fale, podobnie jak nisko umieszczona część artylerii średniej, co uniemożliwiało jej użycie.
Dzięki swoim cechom, okręty typu Asama były jednymi z pierwszych okrętów stanowiących pośrednie ogniwo między tradycyjnymi krążownikami pancernymi a pancernikami epoki przeddrednotów, od których były jedynie nieco słabsze, lecz szybsze. W momencie wejścia do służby, prawdopodobnie były najlepszymi krążownikami pancernymi na świecie. Coraz silniejsze krążowniki takich „przejściowych” typów budowano później także w innych państwach, a w końcu koncepcja ta doprowadziła do powstania krążowników liniowych. Wprawdzie na dłuższą metę, w miarę rozwoju artylerii okrętowej, koncepcja budowania okrętów słabszych od pancerników, przeznaczonych do walki z pancernikami, okazała się błędna, lecz na przełomie XIX i XX wieku była efektywna, dzięki czemu japońskie krążowniki pancerne wniosły istotny wkład w zwycięstwo w wojnie z Rosją. Przyczyniły się ku temu specyficzne uwarunkowania, jak niedoskonałość ówczesnej artylerii ciężkiej i mała skuteczność ognia z dużej odległości, umożliwiające niszczenie nieopancerzonych części pancerników ogniem dział szybkostrzelnych średnich kalibrów z małej odległości. Miały one przy tym zdecydowaną przewagę nad będącymi ich podstawowym przeciwnikiem wszystkimi rosyjskimi krążownikami pancernymi i pancernopokładowymi.
Projekt typu Asama został oceniony w Japonii jako udany, na skutek czego Japończycy zamówili w zakładach Armstronga budowę jeszcze dwóch okrętów ulepszonego typu Izumo. Dwa ostatnie krążowniki pancerne zamówili w Niemczech i Francji („Yakumo” i „Azuma”), jednakże ściśle według założeń projektowych typu Asama, co doprowadziło do budowy dla floty japońskiej 6 krążowników pancernych o podobnych charakterystykach, ułatwiających działanie w jednym zespole.

## Skrócona historia służby
Oba krążowniki wzięły przede wszystkim aktywny udział w wojnie japońsko-rosyjskiej 1904–1905, zwłaszcza w działaniach pod Port Artur i bitwie pod Cuszimą. Były przydzielone do 2. dywizjonu krążowników II Eskadry.

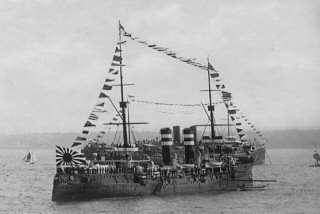
„Asama”

### Asama
Na początku wojny japońsko-rosyjskiej, 9 lutego 1904 „Asama”, w składzie zespołu sześciu krążowników, będąc jego najsilniejszym okrętem, stoczyła bój z rosyjskim krążownikiem pancernopokładowym „Wariag” i kanonierką „Koriejec” pod Czemulpo, w którym trafiła „Wariaga” co najmniej 3 pociskami 203 mm i ok. 7 pociskami 152 mm, silnie go uszkadzając, po czym Rosjanie samozatopili swoje okręty. Następnie „Asama” uczestniczyła w działaniach floty blokującej Port Artur. 10 sierpnia 1904 okręt wziął udział w późniejszej fazie bitwy na Morzu Żółtym, gdzie został lekko uszkodzony przez krążownik pancernopokładowy „Askold”. W bitwie pod Cuszimą 27 maja 1905 odniósł poważne uszkodzenia, głównie od ognia pancernika „Imperator Nikołaj I” (3 trafienia pociskami 305 mm, 2 × 229 mm i 7 średnich kalibrów, 16 zabitych i rannych). Uszkodzeniu uległa maszyna sterowa, krążownik nabrał wody i przez pewien czas wyszedł z walki.
Okręt służył następnie w dalszym ciągu we flocie japońskiej. Podczas I wojny światowej okręt doznał 3 grudnia 1914, a następnie 31 stycznia 1915 uszkodzeń na skałach. Od czerwca 1915 do marca 1917 był w remoncie. W 1915 wymieniono kotły na 16 nowszego typu Miyabara. 1 września 1921 został przeklasyfikowany na okręt obrony wybrzeża; pozostawiono na nim uzbrojenie: 4 działa 203 mm, 4 działa 152 mm, 2 działa plot. 80 mm i 2 wyrzutnie torped 450 mm. Od lipca 1942 był okrętem szkolnym. Podczas II wojny światowej nie służył aktywnie. Został złomowany w 1947.

### Tokiwa
Podczas wojny japońsko-rosyjskiej „Tokiwa” m.in. w składzie zespołu wiceadm.
Kamimury wziął udział w bitwie pod Ulsan z władywostockim oddziałem krążowników 14 sierpnia 1904. Wziął udział w bitwie pod Cuszimą 27 maja 1905 i odniósł niewielkie uszkodzenia (1 trafienie pociskiem dużego kalibru i 7 małych kalibrów, 1 zabity i 14 rannych).

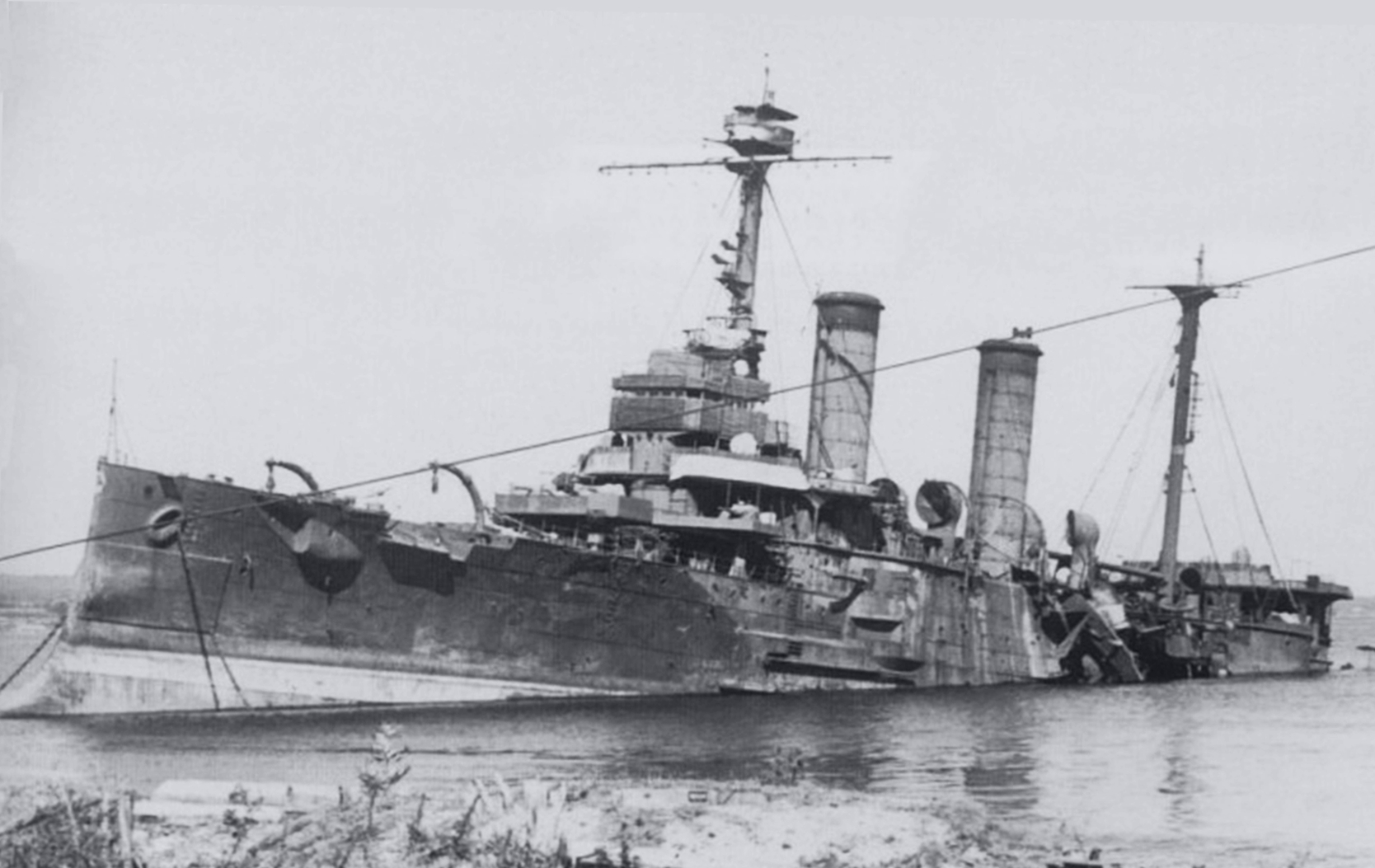
Wrak „Tokiwy” w 1945

Służył następnie w dalszym ciągu we flocie japońskiej. W 1910 wymieniono kotły na 16 nowszego typu Miyabara. 1 września 1921 został przeklasyfikowany na okręt obrony wybrzeża, a 30 września 1922 przebudowany na stawiacz min. Zdjęto z niego część uzbrojenia, m.in. wieżę rufową z dwoma działami 203 mm i 6 dział 152 mm. Okręt uzyskał możliwość zabierania 300 min pod pokładem. 1 sierpnia 1927 doszło na nim do wybuchu min, w którym zginęło 35 i odniosło rany 68 marynarzy.
W 1940 ponownie zredukowano uzbrojenie, zdejmując dziobową wieżę i pozostawiając 4 działa 152 mm, 1 działo plot 76 mm i 2 działka 40 mm. Okręt rozwijał wtedy prędkość maksymalną 16 w. Pod koniec II wojny światowej zdjęto armatę 76 mm i dodano 35 działek plot 25 mm oraz miotacz bomb głębinowych z zapasem 80 bomb głębinowych. 14 kwietnia 1945 i 3 czerwca 1945 został uszkodzony na minach. Został następnie zatopiony przez lotnictwo amerykańskie 8 sierpnia 1945 w bazie w Maizuru. Wrak został złomowany w 1947.

## Dane techniczne
Uzbrojenie (1899-1905):
- 4 działa 203 mm Armstrong, w wieżach na dziobie i rufie (2xII)
  - długość lufy: L/45 (45 kalibrów), kąt podniesienia -5+15°, masa pocisku 113,47 kg, donośność: 12 000 m, zapas amunicji: po 120 na działo
- 14 dział 152 mm Armstrong (10 w kazamatach i 4 w stanowiskach na burtach, 10xI)
  - długość lufy: L/40, kąt podniesienia -7+15°, masa pocisku: 45,4 kg, donośność: 9000 m, zapas amunicji: po 150 na działo
- 12 dział 76 mm (12pdr) (L/40) (12xI)
- 8 dział 47 mm Hotchkiss wz.1890
- 5 stałych wyrzutni torpedowych 457 mm (1 nadwodna, 4 podwodne; 18 torped)

Opancerzenie (stal Harveya):
- burty:
  - pas burtowy na linii wodnej: 178-127 mm (długość x wysokość – 86,5 × 2,13 m)
  - pas burtowy na linii wodnej na dziobie i rufie: 89 mm
  - górny pas burtowy: 127 mm (długość x wysokość – 65,2 × 2,14 m)
  - dziobowa wyrzutnia torped: 152 mm (długość x wysokość – 7 × 2,74 m)
- wewnętrzny pokład pancerny: 51 mm
- wieże i barbety: 152 mm
- kazamaty dział artylerii średniej: 152 mm
- maski dział artylerii średniej: 76 mm
- stanowisko dowodzenia: 356 mm
- masa: 2699 t. (27,8% wyporności)